# Алжирський метрополітен
Алжирський метрополітен (араб. مترو الجزائر العاصمة) — система позавуличної залізниці у місті Алжир — столиці Алжиру, що діє з 2011 року. Будівництво почалося наприкінці 1970-х років та тривало понад 30 років.

## Історія
В 1970-х роках було розроблено проект транзитного метро у м. Алжир (місто) протяжністю 64 км. Офіційне відкриття проекту відбулось в 1982 році. Після проведення технічних досліджень у 1985 році влада Алжиру запросила німецьку компанію і японських фахівців для побудови метрополітену. Однак падіння цін на нафту наприкінці 1980-х роках не дало можливості алжирській державі продовжувати фінансування проекту. Крім того, ґрунт Алжиру важко копати, і не достатньо досліджена топографія міста.

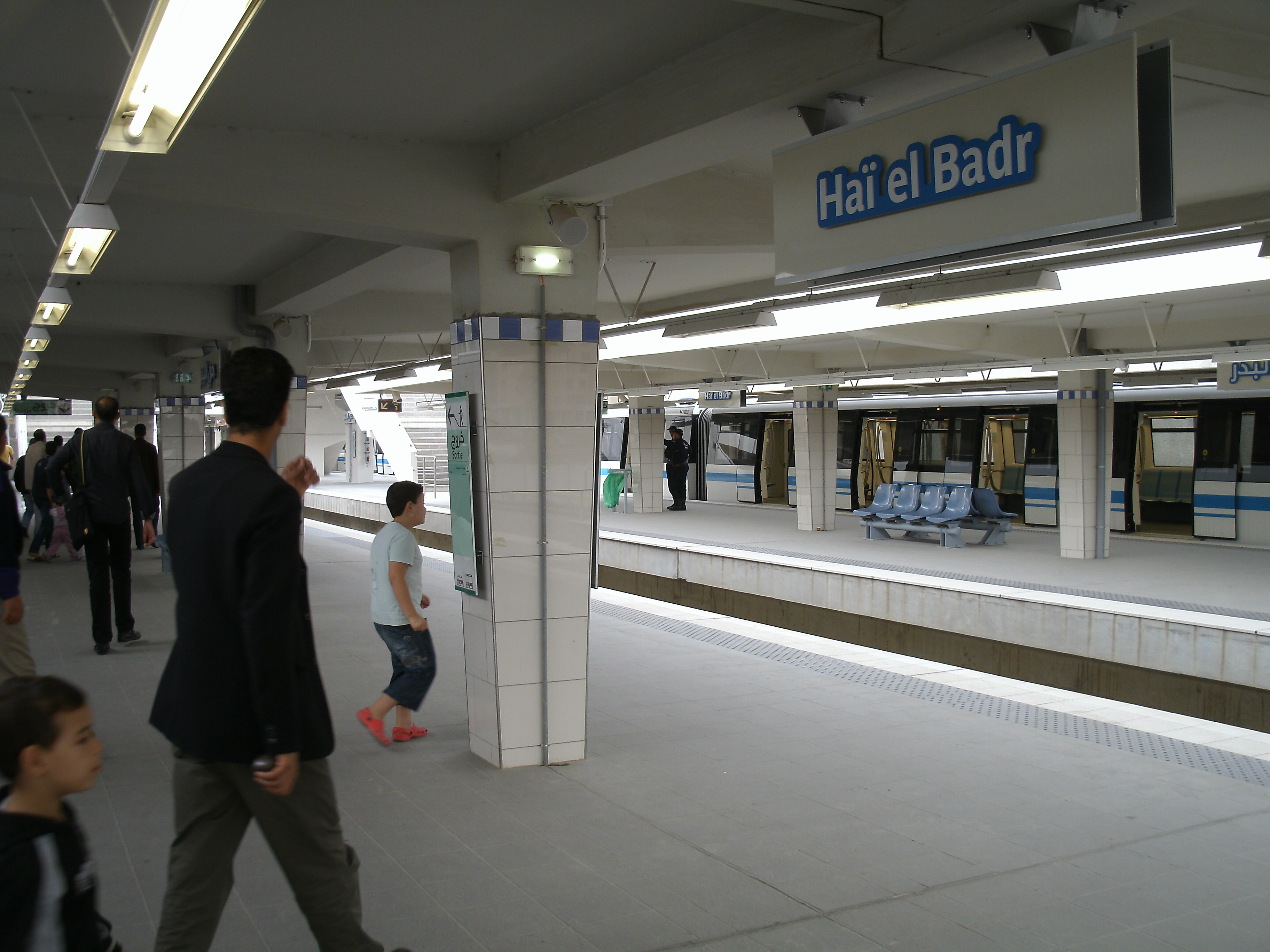
станція HAI Ель-Бадр

Перша 450-метрова ділянка була завершена у 1994 році. В наступні роки було прокладено ще 650 м метрополітену, що з'єднує Центральне поштове відділення до Khelifa-Boukhalfa. У 1999 році Алжирська метробудівна компанія (EMA) запросила міжнародні компанії до участі в будівництві. Тендер виграли два нових підрядники: Французька «Systra-Sgte» для управління проектами, а німецька GAAMA — для завершення будівництва протягом 38 місяців.
В 2003 році, через відновлення в Алжирі економічної стабільності та в результаті підвищення рівня безпеки будівництва, уряд збільшив фінансування.
З січні 2006 року проект будівництва зазнав змін. Транспортна система та проведення електрифікації було передано концерну Siemens. Фірма «Вінчі» відповідала за цивільне будівництво. Іспанська компанія Construcciones y Auxiliar de Ferrocarriles (CAF) мала доставити 14 нових поїздів з 6 вагонів у кожному складі. У Алжирський метрополітені почала використовуватись Trainguard MT CBTC-технологія, що була вже реалізована у Паризькому метрополітені.
Будівельні роботи на станціях та прокладання залізничних колій офіційно були завершені 30 червня 2007 року.
Президент Алжиру Абделазіз Бутефліка 31 жовтня 2011 року під час урочистої церемонії розрізав стрічку, як символ відкриття метрополітену.

## Характеристика метрополітену
Перша дільниця першої лінії «Ай-ель-Бадр» — «Tafourah-Головпоштамт», складається з 10 станцій і має протяжність 9,2 км.
Дев'ять з десяти станцій знаходяться під землею з двома центральними доріжками між двома 115-метровими береговими платформами. Кінцева станція HAI Ель=Бадр знаходиться на поверхні і у неї є три колії і дві острівні платформи.
Алжирський метрополітен працює з 1 листопада 2011 року.
Алжир — лише третя столиця в Африці (після єгипетського Каїра та Преторії в ПАР), що має метрополітен.
У червні 2015 року в тестовому режимі було запущено другу частину лінії від «Ай-ель-Бадр», до «Ель Гаррах центр» протяжністю 4 км. Для комерційної служби вона працює з 4 липня 2015 року.
Тепер Алжирський метрополітен складається з 14 станцій, загальною протяжністю маршруту близько 13,5 км.

## Операції
Загальна вартість першої черги лінії 1 виросли до 77 млрд DZD або 900 млн. євро. Саме будівництво склало 30 мільярдів, а обладнання станцій — 47 мільярд DZD.
Вартість наступних чотирьох станцій склала 250 млн. євро, включаючи будівництво мультимодальної станції (метро/ поїзд/таксі) із залізничного вокзалу.

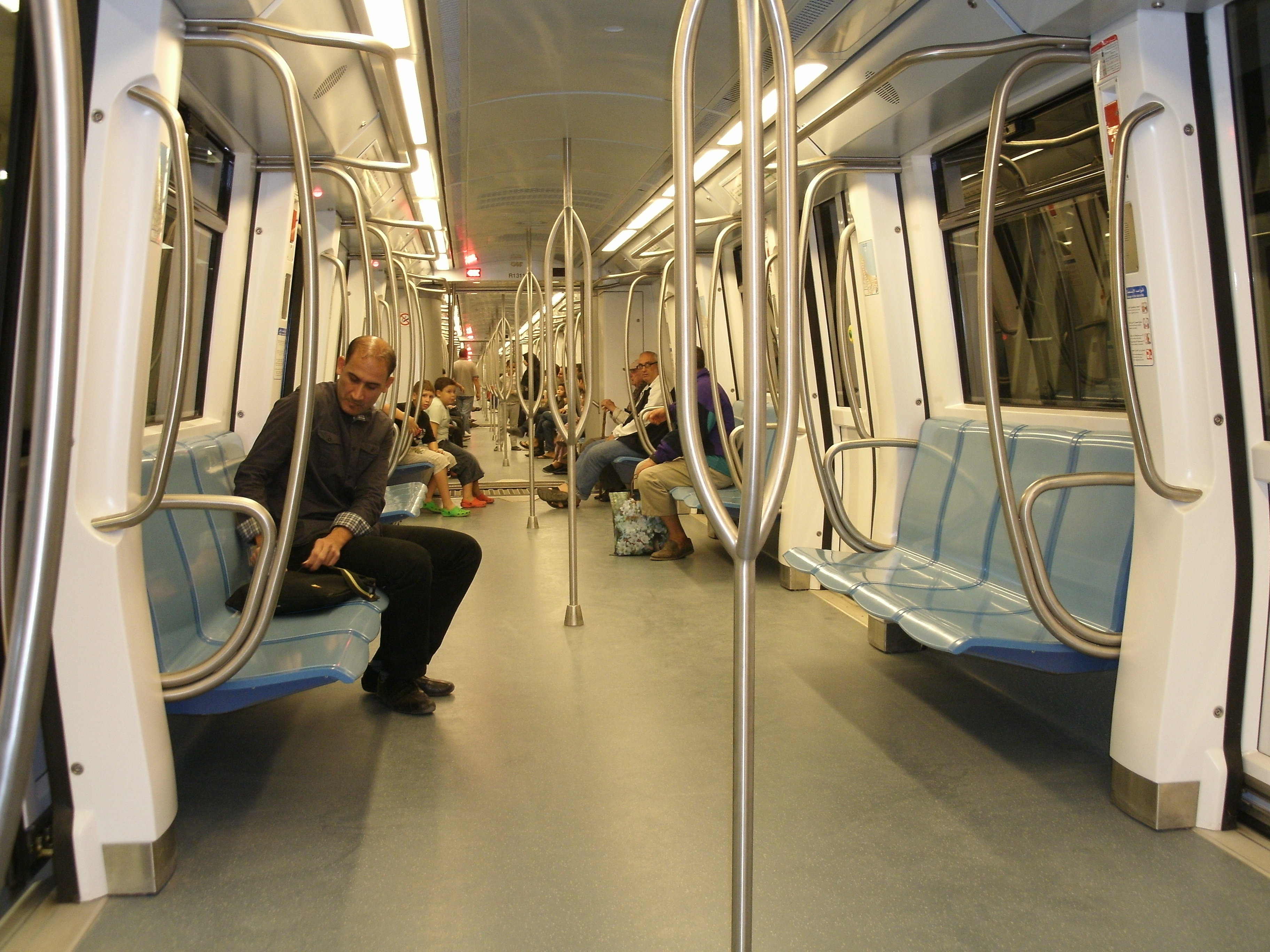
Усередині поїзда

- Використовуються чотирнадцять 6-вагонних потягів. Кожен поїзд має 108 метрів довжини з 208 сидячими місцями і може перевозити 1216 чоловік.
- Лінією метро може рухатися 41000 пасажирів на годину, що еквівалентно 150 млн пасажирів на рік, з інтревалом руху до 2-х хвилин. Потяги можуть пересуватися зі швидкістю до 70 км / год.
- Лінія відкрита з 5 години ранку до 11 години вечора

## Перспективи
Два інших розширень до лінії 1 в даний час в стадії будівництва. Відкриття заплановане на 2017 рік.
- А гілка від HAI Ель Бадр Айн Naâdja ".
- Розширення на північ від Tafourah Grande Poste до площі Мучеників

Також почалось будівництво другої лінії метрополітену.